# Tour Silex 2
La Tour Silex 2 (solitamente presentato nella forma Silex²), è un grattacielo situato a Lione, nel quartiere La Part-Dieu.
La Tour Silex 2 si eleva a 129 metri di altezza. È in costruzione e verrà consegnato nel 2021.
Il nuovo edificio offrirà 30.700 metri quadrati di uffici su 23 piani. La torre è quindi una continuazione del progetto Silex 1, un piccolo edificio per uffici completato e consegnato l'11 maggio 2017.
Nel 2021, il gruppo belga Solvay, uno dei leader nella chimica mondiale, si trasferirà nella torre e dovrebbe occupare 9.000 m2 di uffici, su otto livelli.